# Juventus Football Club 1946-1947
Questa voce raccoglie le informazioni riguardanti la Juventus Football Club nelle competizioni ufficiali della stagione 1946-1947.

## Stagione
La Juventus nel campionato di Serie A 1946-1947 si classifica al secondo posto dietro al Torino.

## Divise
| Casa | Trasferta | 1ª portiere |

## Rosa
| N. |                   | Ruolo | Calciatore            |
| -- | ----------------- | ----- | --------------------- |
|    | Italia (bandiera) | P     | Filippo Cavalli       |
|    | Italia (bandiera) | P     | Lucidio Sentimenti IV |
|    | Italia (bandiera) | D     | Alfredo Foni          |
|    | Italia (bandiera) | D     | Giovanni Varglien II  |
|    | Italia (bandiera) | D     | Oscar Vicich          |
|    | Italia (bandiera) | C     | Luigi Bosco           |
|    | Italia (bandiera) | C     | Lino Cauzzo           |
|    | Italia (bandiera) | C     | Teobaldo Depetrini    |
|    | Italia (bandiera) | C     | Francesco Grosso      |
|    | Italia (bandiera) | C     | Ugo Locatelli         |
|    | Italia (bandiera) | C     | Pietro Magni          |

| N. |                           | Ruolo | Calciatore              |
| -- | ------------------------- | ----- | ----------------------- |
|    | Italia (bandiera)         | C     | Carlo Parola            |
|    | Italia (bandiera)         | C     | Vittorio Sentimenti III |
|    | Cecoslovacchia (bandiera) | C     | Čestmír Vycpálek        |
|    | Italia (bandiera)         | A     | Mario Astorri           |
|    | Italia (bandiera)         | A     | Giampiero Boniperti     |
|    | Italia (bandiera)         | A     | Enrico Candiani         |
|    | Cecoslovacchia (bandiera) | A     | Július Korostelev       |
|    | Italia (bandiera)         | A     | Alceo Lipizer           |
|    | Italia (bandiera)         | A     | Ermes Muccinelli        |
|    | Italia (bandiera)         | A     | Silvio Piola            |

## Risultati

### Serie A

#### Girone di andata
| Arbitro: | Zelocchi (Modena) |

|          |           |                            |
| Salvi 7’ | Marcatori | 35’, 80’ Astorri 81’ Piola |

| Arbitro: | Limido (Milano) |

|                              |           |            |
| Candiani 5’ Astorri 20’, 43’ | Marcatori | 29’ Lushta |

| Arbitro: | Agnolin (Bassano del Grappa) |

|                                       |           |                                     |
| Annovazzi 22’ Tosolini 24’ Gimona 50’ | Marcatori | 43’ Candiani 76’ Vycpálek 90’ Magni |

| Arbitro: | Zilli (Reggio Emilia) |

|                                            |           |            |
| V. Sentimenti 52’ Candiani 72’ (rig.), 90’ | Marcatori | 27’ Gritti |

| Torino 20 ottobre 1946, ore 15:00 CET 5ª giornata | Torino          | 0 – 0 referto | Juventus | Stadio Filadelfia\| Arbitro: \| Bellè (Venezia) \| |
| Arbitro:                                          | Bellè (Venezia) |               |          |                                                    |

| Arbitro: | Matucci (Seregno) |

|           |           |  |
| Piola 78’ | Marcatori |  |

| Arbitro: | Carpani (Milano) |

|                                                             |           |  |
| Astorri 15’ Piola 41’, 86’ Korostelev 47’, 52’ Candiani 82’ | Marcatori |  |

| Arbitro: | Gemini (Roma) |

|                 |           |  |
| Dalla Torre 39’ | Marcatori |  |

| Arbitro: | Agnolin (Bassano del Grappa) |

|                     |           |                                                                  |
| Varglien 12’ (aut.) | Marcatori | 30’, 40’ Piola 51’ V. Sentimenti 56’ (aut.) Matteini 72’ Astorri |

| Arbitro: | Fois (Roma) |

|                                                         |           |  |
| Piola 44’ Gratton 82’ (aut.) Candiani 85’ Locatelli 89’ | Marcatori |  |

| Bologna 8 dicembre 1946, ore 14:30 CET 11ª giornata | Bologna          | 0 – 0 referto | Juventus | Stadio Comunale\| Arbitro: \| Camiolo (Milano) \| |
| Arbitro:                                            | Camiolo (Milano) |               |          |                                                   |

| Arbitro: | Dattilo (Roma) |

|                                                 |           |           |
| Korostelev 10’, 85’ Magni 51’ V. Sentimenti 79’ | Marcatori | 78’ Bovio |

| Arbitro: | Scotto (Savona) |

|           |           |  |
| Bonci 63’ | Marcatori |  |

| Arbitro: | Gemini (Roma) |

|              |           |  |
| Candiani 36’ | Marcatori |  |

| Arbitro: | Bellè (Venezia) |

|                        |           |             |
| Vycpálek 80’ Magni 89’ | Marcatori | 66’ Baldini |

| Arbitro: | Galeati (Bologna) |

|              |           |             |
| Sperotto 15’ | Marcatori | 6’ Candiani |

| Arbitro: | Zilli (Reggio Emilia) |

|                                                                    |           |                                  |
| Astorri 21’, 40’, 42’, 45’ Magni 44’ Muccinelli 64’ Korostelev 75’ | Marcatori | 50’ Dante 53’ Pernigo 62’ Ottino |

| Arbitro: | Vannini (Bologna) |

|                            |           |           |
| Muccinelli 51’ Astorri 54’ | Marcatori | 69’ Piana |

| Arbitro: | Camiolo (Milano) |

|            |           |                          |
| Koenig 78’ | Marcatori | 19’ Astorri 75’ Candiani |

#### Girone di ritorno
| Arbitro: | Agnolin (Bassano del Grappa) |

|                                            |           |                     |
| Vicich 43’ Korostelev 46’, 60’ Astorri 78’ | Marcatori | 3’ (aut.) Depetrini |

| Arbitro: | Zelocchi (Modena) |

|                         |           |  |
| Rosso 48’ Pietruzzi 63’ | Marcatori |  |

| Arbitro: | Gemini (Roma) |

|                          |           |                             |
| V. Sentimenti 82’ (rig.) | Marcatori | 44’ Annovazzi 51’ Puricelli |

| Arbitro: | Vannini (Bologna) |

|                       |           |                |
| Suppi 44’ Badiali 62’ | Marcatori | 20’ Korostelev |

| Arbitro: | Dattilo (Roma) |

|  |           |             |
|  | Marcatori | 26’ Gabetto |

| Arbitro: | Galeati (Bologna) |

|                                            |           |                                       |
| Santamaria 10’ Busani 64’ Di Benedetti 65’ | Marcatori | 47’, 68’ (rig.) Candiani 61’ Vycpálek |

| Arbitro: | Camiolo (Milano) |

|  |           |                |
|  | Marcatori | 38’ Korostelev |

| Arbitro: | Orlandini (Roma) |

|                     |           |              |
| Korostelev 36’, 38’ | Marcatori | 26’ Trevisan |

| Arbitro: | Bellè (Venezia) |

|                                                           |           |  |
| Korostelev 2’ Candiani 9’ (rig.), 51’ (rig.) Vycpálek 67’ | Marcatori |  |

| Arbitro: | Zilli (Reggio Emilia) |

|                |           |                                                       |
| Bergamasco 23’ | Marcatori | 7’, 17’ Astorri 42’ Korostelev 64’ Vycpálek 75’ Piola |

| Arbitro: | Dattilo (Roma) |

|                            |           |  |
| Astorri 77’ Korostelev 78’ | Marcatori |  |

| Milano 18 maggio 1947, ore 16:00 CET 31ª giornata | Inter                        | 0 – 0 referto | Juventus | Stadio San Siro\| Arbitro: \| Agnolin (Bassano del Grappa) \| |
| Arbitro:                                          | Agnolin (Bassano del Grappa) |               |          |                                                               |

| Arbitro: | Pera (Firenze) |

|           |           |  |
| Piola 51’ | Marcatori |  |

| Arbitro: | Poggipollini (Ferrara) |

|                    |           |                |
| Messora 85’ (rig.) | Marcatori | 83’ Korostelev |

| Arbitro: | Carpani (Milano) |

|  |           |                                |
|  | Marcatori | 39’, 89’ Boniperti 86’ Astorri |

| Arbitro: | Cicardi (Lecco) |

|              |           |                |
| Candiani 75’ | Marcatori | 23’, 87’ Conti |

| Arbitro: | Dattilo (Roma) |

|  |           |                         |
|  | Marcatori | 14’ Boniperti 59’ Piola |

| Arbitro: | Carpani (Milano) |

|                       |           |                                    |
| Picchi 25’ Raccis 28’ | Marcatori | 39’ (rig.) Candiani 81’ Muccinelli |

| Arbitro: | Bonivento (Venezia) |

|                              |           |                                   |
| Magni 10’ Boniperti 27’, 34’ | Marcatori | 13’ Flamini 47’ Koenig 55’ Alzani |